# Thomas Drescher (Fußballspieler)
Thomas Drescher (* 24. November 1978 in Bad Nauheim) ist ein deutscher Fußballspieler.

## Karriere
Nach mehreren Stationen bei kleineren Vereinen im hessischen Karben und in Frankfurt kam Drescher mit 22 Jahren zum 1. FC Kaiserslautern. Dort war er Stammspieler im Mittelfeld der zweiten Mannschaft in der Regionalliga, bevor ihm in der dritten Spielzeit der Sprung in die Bundesligamannschaft gelang. Im Saisonendspurt 2004 rückte er unter Trainer Kurt Jara auf der linken Abwehrseite nach und bestritt nach seinem Debüt am 22. Spieltag bis auf zwei Spiele alle restlichen Partien bis zum Saisonende. Am Ende stand mit Platz 15 der erfolgreiche Klassenerhalt. Zur Saison 2004/05 erhielt Drescher zwar seinen ersten Profivertrag, einen Stammplatz konnte er allerdings nicht mehr behaupten, verließ den FCK zum Jahreswechsel 2004/05 und wechselte zum Zweitligisten Wacker Burghausen. Mit dem Abstieg der Burghauser aus der zweiten Liga 2007 endete Dreschers Zeit dort. Wegen einer Verletzung konnte er im letzten Saisondrittel nicht mehr mitwirken. Erst im Februar 2008 schloss er sich einem neuen Verein, dem Regionalligisten SV 07 Elversberg, an. Ab Juli 2010 war er für Ligarivale Eintracht Trier aktiv. In seinen beiden Spielzeiten in Trier war der Aufstieg jeweils in Reichweite und wurde schließlich verpasst. In der Rückrunde der letzten Saison gab es interne Unstimmigkeiten, nach Beendigung der Zusammenarbeit 2012 folgte ein Streit über nicht gezahlte Prämien. In der Saison 2012/13 stand Drescher beim hessischen Regionalliga-Aufsteiger (Staffel Südwest) 1. FC Eschborn unter Vertrag. Ab der Saison 2016/17 stand Drescher im Kader des FC Karben, welcher in der Kreisoberliga Friedberg antrat. Dort war der Abwehrspieler bis mindestens 2018 aktiv.

## Statistik
| Liga          | Spiele (Tore) |
| ------------- | ------------- |
| Bundesliga    | 00018 (1)     |
| 2. Bundesliga | 00064 (3)     |
| Regionalliga  | 00212 (6)     |
| Wettbewerb    |               |
| DFB-Pokal     | 00009 (2)     |